# Japan Ice Hockey League 1977/78
Die Saison 1977/78 war die zwölfte Spielzeit der Japan Ice Hockey League, der höchsten japanischen Eishockeyspielklasse. Meister wurde zum insgesamt zweiten Mal in der Vereinsgeschichte der Kokudo Ice Hockey Club. Topscorer mit 38 Punkten wurde Yoshio Hoshino von Meister Kokudo.

## Modus
In der Regulären Saison absolvierte jede der sechs Mannschaften insgesamt 15 Spiele. Der Erstplatzierte nach der Regulären Saison wurde Meister. Für einen Sieg erhielt jede Mannschaft zwei Punkte, bei einem Unentschieden einen Punkt und bei einer Niederlage null Punkte.

## Reguläre Saison

### Tabelle
|    | Team                                | GP | W  | L  | T | GF | GA  | Pts |
| -- | ----------------------------------- | -- | -- | -- | - | -- | --- | --- |
| 1. | Kokudo Ice Hockey Club              | 15 | 12 | 2  | 1 | 84 | 29  | 25  |
| 2. | Ōji Eagles                          | 15 | 12 | 2  | 1 | 91 | 36  | 25  |
| 3. | Seibu Prince Rabbits                | 15 | 9  | 5  | 1 | 75 | 42  | 19  |
| 4. | Iwakura Ice Hockey Club             | 15 | 6  | 7  | 2 | 49 | 53  | 14  |
| 5. | Furukawa Ice Hockey Club            | 15 | 2  | 13 | 0 | 36 | 102 | 4   |
| 6. | Jūjō Papaer Kushiro Ice Hockey Club | 15 | 1  | 13 | 1 | 28 | 101 | 3   |

GP = Spiele, W = Siege, L = Niederlagen, T = Unentschieden

### Toptorschützen
|    | Spieler                  | Team   | Tore |
| -- | ------------------------ | ------ | ---- |
| 1. | Yoshio Hoshino           | Kokudo | 18   |
| 2. | Hitoshi Wakabayashi      | Kokudo | 14   |
| 2. | Tsuyoshi Azuma           | Ōji    | 14   |
| 4. | Wjatscheslaw Starschinow | Ōji    | 13   |
| 4. | Sadaki Honma             | Ōji    | 13   |
| 4. | Satoru Misawa            | Seibu  | 13   |

## Auszeichnungen
- Most Valuable Player – Yoshio Hoshino, Kokudo Ice Hockey Club
- Rookie of the Year – Masahiro Nakajima, Seibu Prince Rabbits

## All-Star-Team
| Tor          | Takeshi Iwamoto (Kokudo) | Takeshi Iwamoto (Kokudo) | Takeshi Iwamoto (Kokudo)     | Takeshi Iwamoto (Kokudo)     | Takeshi Iwamoto (Kokudo) | Takeshi Iwamoto (Kokudo) |
| Verteidigung | T. Omary (Kokudo)        | T. Omary (Kokudo)        | T. Omary (Kokudo)            | Tadamitsu Fujii (Kokudo)     | Tadamitsu Fujii (Kokudo) | Tadamitsu Fujii (Kokudo) |
| Sturm        | Yoshio Hoshino (Kokudo)  | Yoshio Hoshino (Kokudo)  | Hitoshi Wakabayashi (Kokudo) | Hitoshi Wakabayashi (Kokudo) | Takao Hikigi (Ōji)       | Takao Hikigi (Ōji)       |